# Óscar Mena
Óscar Mena (Luján, 30 novembre 1970) è un ex calciatore e allenatore di calcio argentino. In attività giocava nel ruolo di centrocampista.

## Palmarès

### Giocatore

#### Club

##### Competizioni internazionali
- Coppa CONMEBOL: 1

Lanus: 1996

#### Individuale
- Capocannoniere della Coppa CONMEBOL: 1

1996 (5 reti)